# Gibbasilus brevicolis
Gibbasilus brevicolis là một loài ruồi trong họ Asilidae. Gibbasilus brevicolis được Londt miêu tả năm 1990. Loài này phân bố ở vùng nhiệt đới châu Phi.